# Agatha Christie’s Marple
Agatha Christie’s Marple ist eine britische Fernsehserie der ITV. In der Hauptrolle als Agatha Christies Miss Marple agierte von 2004 bis 2007 Geraldine McEwan. Von 2009 bis zum Ende der Serie wurde Miss Marple von Julia McKenzie gespielt.

## Allgemeines
Als Kontrast zu den Miss-Marple-Verfilmungen der BBC aus den 1980er Jahren und als Ergänzung zur ebenfalls bei ITV ausgestrahlten Krimiserie Agatha Christie’s Poirot wurde von derselben Produktionsgesellschaft Chorion die Serie Agatha Christie’s Marple hergestellt. Koproduziert wurde mit den US-amerikanischen Fernsehstationen WGBH Boston, ITV Productions und Agatha Christie Ltd.
Agatha Christie’s Marple basiert lose auf der Buch- und Kurzgeschichtenreihe mit der Titelheldin Miss Marple von Agatha Christie. Aus Altersgründen zog sich Hauptdarstellerin Geraldine McEwan nach drei Staffeln zurück und wurde 2008 durch Julia McKenzie ersetzt. In den einzelnen Folgen der Serie wirkten bekannte Schauspieler mit, wie Benedict Cumberbatch, John Hannah, Derek Jacobi, Julian Sands, Jane Seymour, Frances de la Tour, Timothy Dalton oder Joan Collins. Zunächst wurden sechs Filme deutsch synchronisiert und im MDR und NDR gezeigt, ab dem 17. Juni 2019 sendete der Pay-TV-Kanal Sony Channel in Deutschland die Serie, wofür alle fehlenden Folgen neu synchronisiert wurden. Vom 9. Oktober 2019 bis zum 25. März 2020 zeigte der WDR alle Folgen wöchentlich am Mittwochabend auf dem ARD-Sender one größtenteils als Free-TV Premiere in HD mit Neusynchronisation.
Zum Teil wurden für die Serie auch Romane von Agatha Christie verfilmt, in denen Miss Marple ursprünglich überhaupt nicht vorkommt, z. B. Lauter reizende alte Damen, Das Geheimnis von Sittaford, Tödlicher Irrtum und Kurz vor Mitternacht.

## Wiederkehrende Figuren
Die deutsche Synchronisation in der Version 2006/2007 entstand bei vier Episoden nach Dialogbüchern und unter der Dialogregie von Matthias Grimm und bei zwei Episoden von Renate Pichler-Grimm durch die Synchronfirma Hamburg Synchron. Die Version 2019 entstand nach Dialogbüchern von Ulrich Georg, Wolfgang Seifert und Gerd Naumann und unter der Dialogregie von Gerd Naumann durch die Synchronfirma Brandtfilm in Berlin.
| Schauspieler/in              | Rolle             | Synchronsprecher/in | Synchronsprecher/in |
| Schauspieler/in              | Rolle             | Version 2006/2007   | Version 2019        |
| ---------------------------- | ----------------- | ------------------- | ------------------- |
| Geraldine McEwan Staffel 1–3 | Miss Marple       | Marianne Bernhardt  | Liane Rudolph       |
| Julia McKenzie Staffel 4–6   | Miss Marple       | —                   | Liane Rudolph       |
| Joanna Lumley                | Dolly Bantry      | Isabella Grothe     | Andrea Aust         |
| Stephen Churchett            | Gerichtsmediziner | —                   | Michael Tietz       |

## Episodenliste

### Staffel 1
Die deutsche Erstausstrahlung der ersten Staffel erfolgte bis auf die Folge 16:50 ab Paddington, welche auf dem Sony Channel erstausgestrahlt wurde, im NDR.
| Nr. (ges.) | Nr. (St.) | Deutscher Titel            | Originaltitel              | Erstausstrahlung Vereinigtes Königreich | Deutschsprachige Erstausstrahlung (Deutschland) | Vorlage                    |
| ---------- | --------- | -------------------------- | -------------------------- | --------------------------------------- | ----------------------------------------------- | -------------------------- |
| 1          | 1         | Die Tote in der Bibliothek | The Body in the Library    | 12. Dez. 2004                           | 2. Sep. 2006                                    | Die Tote in der Bibliothek |
| 2          | 2         | Mord im Pfarrhaus          | The Murder at the Vicarage | 19. Dez. 2004                           | 28. Okt. 2006                                   | Mord im Pfarrhaus          |
| 3          | 3         | 16:50h ab Paddington       | 4.50 from Paddington       | 26. Dez. 2004                           | 1. Juli 2019                                    | 16 Uhr 50 ab Paddington    |
| 4          | 4         | Ein Mord wird angekündigt  | A Murder Is Announced      | 2. Jan. 2005                            | 30. Sep. 2006                                   | Ein Mord wird angekündigt  |

### Staffel 2
Die deutsche Erstausstrahlung der zweiten Staffel erfolgte bis auf die Folge Das Geheimnis von Sittaford, welche auf dem Sony Channel erstausgestrahlt wurde, im NDR.
| Nr. (ges.) | Nr. (St.) | Deutscher Titel             | Originaltitel                | Erstausstrahlung Vereinigtes Königreich | Deutschsprachige Erstausstrahlung (Deutschland) | Vorlage                     |
| ---------- | --------- | --------------------------- | ---------------------------- | --------------------------------------- | ----------------------------------------------- | --------------------------- |
| 5          | 1         | Ruhe unsanft                | Sleeping Murder              | 5. Feb. 2006                            | 13. Okt. 2007                                   | Ruhe unsanft                |
| 6          | 2         | Die Schattenhand            | The Moving Finger            | 12. Feb. 2006                           | 29. Sep. 2007                                   | Die Schattenhand            |
| 7          | 3         | Lauter reizende alte Damen  | By the Pricking of My Thumbs | 19. Feb. 2006                           | 20. Okt. 2007                                   | Lauter reizende alte Damen  |
| 8          | 4         | Das Geheimnis von Sittaford | The Sittaford Mystery        | 30. Apr. 2006                           | 5. Aug. 2019                                    | Das Geheimnis von Sittaford |

### Staffel 3
Die deutsche Erstausstrahlung der dritten Staffel erfolgte auf dem Sony Channel.
| Nr. (ges.) | Nr. (St.) | Deutscher Titel         | Originaltitel       | Erstausstrahlung Vereinigtes Königreich | Deutschsprachige Erstausstrahlung (Deutschland) | Vorlage                 |
| ---------- | --------- | ----------------------- | ------------------- | --------------------------------------- | ----------------------------------------------- | ----------------------- |
| 9          | 1         | Bertram's Hotel         | At Bertram’s Hotel  | 23. Sep. 2007                           | 12. Aug. 2019                                   | Bertrams Hotel          |
| 10         | 2         | Tödlicher Irrtum        | Ordeal by Innocence | 30. Sep. 2007                           | 19. Aug. 2019                                   | Tödlicher Irrtum        |
| 11         | 3         | Kurz vor Mitternacht    | Towards Zero        | 3. Aug. 2008                            | 26. Aug. 2019                                   | Kurz vor Mitternacht    |
| 12         | 4         | Das Schicksal in Person | Nemesis             | 1. Jan. 2009                            | 2. Sep. 2019                                    | Das Schicksal in Person |

### Staffel 4
Die deutsche Erstausstrahlung der vierten Staffel erfolgte auf dem Sony Channel.
| Nr. (ges.) | Nr. (St.) | Deutscher Titel            | Originaltitel              | Erstausstrahlung Vereinigtes Königreich | Deutschsprachige Erstausstrahlung (Deutschland) | Vorlage                    |
| ---------- | --------- | -------------------------- | -------------------------- | --------------------------------------- | ----------------------------------------------- | -------------------------- |
| 13         | 1         | Das Geheimnis der Goldmine | A Pocket Full of Rye       | 6. Sep. 2009                            | 9. Sep. 2019                                    | Das Geheimnis der Goldmine |
| 14         | 2         | Das Sterben in Wychwood    | Murder Is Easy             | 13. Sep. 2009                           | 16. Sep. 2019                                   | Das Sterben in Wychwood    |
| 15         | 3         | Fata Morgana               | They Do It With Mirrors    | 1. Jan. 2010                            | 23. Sep. 2019                                   | Fata Morgana               |
| 16         | 4         | Ein Schritt ins Leere      | Why Didn’t They Ask Evans? | 15. Juni 2010                           | 30. Sep. 2019                                   | Ein Schritt ins Leere      |

### Staffel 5
Die deutsche Erstausstrahlung der fünften Staffel erfolgte auf dem Sony Channel.
| Nr. (ges.) | Nr. (St.) | Deutscher Titel         | Originaltitel                        | Erstausstrahlung Vereinigtes Königreich | Deutschsprachige Erstausstrahlung (Deutschland) | Vorlage                 |
| ---------- | --------- | ----------------------- | ------------------------------------ | --------------------------------------- | ----------------------------------------------- | ----------------------- |
| 17         | 1         | Das fahle Pferd         | The Pale Horse                       | 30. Aug. 2010                           | 7. Okt. 2019                                    | Das fahle Pferd         |
| 18         | 2         | Die Memoiren des Grafen | The Secret of Chimneys               | 27. Dez. 2010                           | 14. Okt. 2019                                   | Die Memoiren des Grafen |
| 19         | 3         | Die blaue Geranie       | The Blue Geranium                    | 29. Dez. 2010                           | 21. Okt. 2019                                   | Die blaue Geranie       |
| 20         | 4         | Mord im Spiegel         | The Mirror Crack’d from Side to Side | 2. Jan. 2011                            | 28. Okt. 2019                                   | Mord im Spiegel         |

### Staffel 6
Die deutsche Erstausstrahlung der sechsten Staffel erfolgte auf dem Sony Channel.
| Nr. (ges.) | Nr. (St.) | Deutscher Titel     | Originaltitel       | Erstausstrahlung Vereinigtes Königreich | Deutschsprachige Erstausstrahlung (Deutschland) | Vorlage             |
| ---------- | --------- | ------------------- | ------------------- | --------------------------------------- | ----------------------------------------------- | ------------------- |
| 21         | 1         | Karibische Affäre   | A Caribbean Mystery | 16. Juni 2013                           | 4. Nov. 2019                                    | Karibische Affäre   |
| 22         | 2         | Greenshaws Monstrum | Greenshaw’s Folly   | 23. Juni 2013                           | 11. Nov. 2019                                   | Greenshaws Monstrum |
| 23         | 3         | Mord nach Maß       | Endless Night       | 29. Dez. 2013                           | 18. Nov. 2019                                   | Mord nach Maß       |

## Deutschsprachige Veröffentlichungen
| Titel                                                           | Datum         | Inhalt | Disks   | Synchronfassung   | Publisher                  |
| --------------------------------------------------------------- | ------------- | --- | ------- | ----------------- | -------------------------- |
| Agatha Christie: Miss Marple                                    | 9. Nov. 2012  | Die Tote in der Bibliothek, Mord im Pfarrhaus, Ein Mord wird angekündigt der 1. Staffel und Ruhe unsanft, Die Schattenhand, Lauter reizende alte Damen der 2. Staffel | 4 DVDs  | Version 2006/2007 | Studio Hamburg Enterprises |
| Agatha Christie: Marple – Staffel 1                             | 27. Sep. 2019 | Die komplette 1. Staffel | 2 DVDs  | Version 2019      | Polyband/WVG               |
| Agatha Christie: Marple – Staffel 2                             | 29. Nov. 2019 | Die komplette 2. Staffel | 2 DVDs  | Version 2019      | Polyband/WVG               |
| Agatha Christie: Marple – Staffel 3                             | 31. Jan. 2020 | Die komplette 3. Staffel | 2 DVDs  | Version 2019      | Polyband/WVG               |
| Agatha Christie: Marple – Staffel 4                             | 27. März 2020 | Die komplette 4. Staffel | 2 DVDs  | Version 2019      | Polyband/WVG               |
| Agatha Christie: Marple – Staffel 5                             | 26. Juni 2020 | Die komplette 5. Staffel | 2 DVDs  | Version 2019      | Polyband/WVG               |
| Agatha Christie: Marple – Staffel 6                             | 28. Aug. 2020 | Die komplette 6. Staffel | 2 DVDs  | Version 2019      | Polyband/WVG               |
| Agatha Christie: Marple – Die komplette Serie. Collector’s Box. | 26. März 2021 | Die komplette Serie | 13 DVDs | Version 2019      | Polyband/WVG               |

## Auszeichnungen
| Preis                                | Jahr | Kategorie                                                                | Person           | Resultat  |
| ------------------------------------ | ---- | ------------------------------------------------------------------------ | ---------------- | --------- |
| New York Film Festival               | 2006 | TV Programming & Promotion – Craft: Program – Best Original Music/Lyrics | Dominik Scherrer | Gewonnen  |
| Ivor Novello Award                   | 2011 | Best Television Soundtrack                                               | Dominik Scherrer | Nominiert |
| Online Film & Television Association | 2014 | Television Programs – Hall of Fame                                       |                  | Gewonnen  |